# Jérôme Baradat
Pour les articles homonymes, voir Baradat.
Pas d'image ? Cliquez ici

a Compétitions nationales et continentales officielles uniquement.

Dernière mise à jour le 1 juillet 2025.
Jérôme Baradat, né le 19 décembre 1975 à Aire-sur-l'Adour, est un joueur français de rugby à XV qui évolue au poste de troisième ligne aile.

## Biographie
Formé au Stade montois, Jérôme Baradat poursuit ensuite sa carrière au FC Auch.
Il évolue ensuite au CA Bègles-Bordeaux, à Oyonnax et à Carcassonne.

## Palmarès
- Finaliste du Championnat de France de Fédérale 1 en 2003 avec l'US Oyonnax.
- Vainqueur du Championnat de France de Fédérale 1 en 2010 avec l'US Carcassonne.